# Amazon Silk

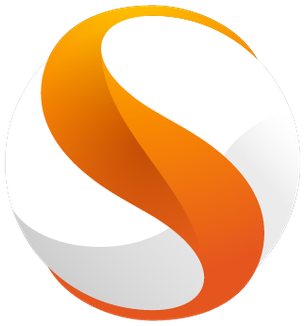
Logo de Amazon Silk

Amazon Silk es un navegador de Internet de la empresa estadounidense Amazon disponible en sus dispositivos Kindle Fire, que llegaron al mercado en noviembre de 2011.

## Características
El navegador está basado en un caché remoto WebKit diseñado para hacer uso de la estructura Amazon Web Services (AWS). Silk trabaja en red como intermediario entre la página web y el usuario, reduciendo así el tiempo de carga de las páginas. Otra característica del navegador es una función con la que se predice el uso por parte del usuario para mejorar así el funcionamiento.